# Amphoe Mueang Phatthalung
Amphoe Mueang Phatthalung (thailändisch อำเภอ เมืองพัทลุง) ist der Landkreis (Amphoe – Verwaltungs-Distrikt) der Hauptstadt der Provinz Phatthalung. Die Provinz Phatthalung liegt in der Südregion von Thailand.

## Geographie
Benachbarte Distrikte und Gebiete (von Süden im Uhrzeigersinn): die Amphoe Khao Chaison, Kong Ra, Srinagarindra und Khuan Khanun in der Provinz Phatthalung sowie die Amphoe Ranot und Krasae Sin in der Provinz Songkhla.
Im östlichen Teil des Landkreises ist das Ufer des Thale Luang, der nördliche Teil des Songkhla-Sees.

## Geschichte
Der Landkreis Klang Mueang (กลางเมือง) war einer der drei ursprünglichen Kreise, die 1896 eingerichtet wurden. 1917 wurde er in Lampam (ลำปำ) umbenannt, nach der Gemeinde, in der die Verwaltung ihren Sitz hatte. 
Im Jahr 1924 wurde die Verwaltung zum Tambon Khuha Sawan verlegt, 1938 wurde der Bezirk schließlich in Mueang Phatthalung umbenannt.

## Verwaltung

### Provinzverwaltung
Amphoe Mueang Phatthalung ist in 14 Unterbezirke (Tambon) eingeteilt, welche weiter in 144 Dorfgemeinschaften (Muban) unterteilt sind.
| Nr. | Name          | Thai      | Muban | Einw.  |
| --- | ------------- | --------- | ----- | ------ |
| 01. | Khuha Sawan   | คูหาสวรรค์  | 0-    | 32.835 |
| 03. | Khao Chiak    | เขาเจียก   | 11    | 04.291 |
| 04. | Tha Miram     | ท่ามิหรำ    | 10    | 05.061 |
| 05. | Khok Cha-ngai | โคกชะงาย  | 09    | 05.100 |
| 06. | Na Thom       | นาท่อม     | 08    | 04.619 |
| 07. | Prang Mu      | ปรางหมู่    | 09    | 05.035 |
| 08. | Tha Khae      | ท่าแค      | 12    | 07.610 |
| 09. | Lampam        | ลำปำ      | 11    | 08.907 |
| 10. | Tamnan        | ตำนาน     | 14    | 07.814 |
| 11. | Khuan Maphrao | ควนมะพร้าว | 16    | 10.956 |
| 12. | Rom Mueang    | ร่มเมือง    | 09    | 05.190 |
| 13. | Chai Buri     | ชัยบุรี      | 13    | 08.257 |
| 14. | Na Not        | นาโหนด    | 12    | 08.290 |
| 15. | Phaya Khan    | พญาขัน     | 10    | 05.677 |

Hinweis: Die fehlenden Nummern gehören zu den Tambon, aus denen Amphoe Srinagarindra besteht.

### Lokalverwaltung
Phatthalung (เทศบาลเมืองพัทลุง) ist eine Stadt (Thesaban Mueang) im Landkreis, sie besteht aus dem gesamten Tambon Khuhu Sawan sowie Teilen der Tambon Khao Chiak, Tha Miram, Prang Mu, Lampam, Tamnan und Khuan Maphrao. 
Daneben gibt es neun Kleinstädte (Thesaban Tambon) im Landkreis:
- Khok Cha-ngai (เทศบาลตำบลโคกชะงาย) besteht aus dem ganzen Tambon Khok Cha-ngai.
- Khao Chiak (เทศบาลตำบลเขาเจียก) besteht aus weiteren Teilen des Tambon Khao Chiak.
- Tha Miram (เทศบาลตำบลท่ามิหรำ) besteht aus weiteren Teilen des Tambon Tha Miram.
- Na Thom (เทศบาลตำบลนาท่อม) besteht aus dem ganzen Tambon Na Thom.
- Prang Mu (เทศบาลตำบลปรางหมู่) besteht aus weiteren Teilen des Tambon Prang Mu.
- Rom Mueang (เทศบาลตำบลร่มเมือง) besteht aus dem ganzen Tambon Rom Mueang.
- Phaya Khan (เทศบาลตำบลพญาขัน) besteht aus dem ganzen Tambon Phaya Khan.
- Na Not (เทศบาลตำบลนาโหนด) besteht aus dem ganzen Tambon Na Not.
- Tha Khae (เทศบาลตำบลท่าแค) besteht aus dem ganzen Tambon Tha Khae.

Außerdem gibt es vier „Tambon-Verwaltungsorganisationen“ (TAO, องค์การบริหารส่วนตำบล) für die Tambon oder die Teile von Tambon im Landkreis, die zu keiner Stadt gehören.